# Jan Wolrab (starszy)
Jan Wolrab (Starszy, I, ur. w Budziszynie, zm. 1590 lub 1592) – polski drukarz.

## Życiorys
Był synem Jana i bratem Michała, drukarzy budziszyńskich. Sława rodziny sprawiła, że najprawdopodobniej jezuici, sprowadzili go do Poznania. Pierwszym jego poznańskim drukiem były Kazania niektóre o Szczerym Słowie Bożym księdza Hieronima Powodowskiego (1578), jego protektora, który wydawał u niego wszystkie swe dzieła nakładem własnym. Król Stefan Batory nadał mu 28 grudnia 1579 przywilej na wyłączny druk zbioru kazań Postille autorstwa księdza Jakuba Wujka. Pracował wyłącznie dla poznańskich jezuitów i wspierał aktywnie poznański oraz wielkopolski ruch kontrreformacyjny. Wytłoczył ogółem ponad sto druków, głównie dysput religijnych, kazań, dzieł filozoficznych, wierszy, czy pozycji historycznych oraz politycznych. Drukował po łacinie i po polsku, ale dysponował też zestawem czcionek greckich. Druki wolrabowskie nie ustępowały zagranicznym pod względem jakości. 

## Rodzina i dziedzictwo
Po jego śmierci drukarnię przejęła żona Barbara, a potem synowie, Jan (przeniósł się, wraz ze swoją częścią drukarni do Kalisza) i Marcin (pozostał w Poznaniu, sygnował druki, ale sam nie zajmował się już drukarstwem).

## Znak
Jego znakiem firmowym był pelikan karmiący pisklęta, nad którym umieszczono znak IHS. Całość znajdowała się na tle ornamentu roślinnego. Pod spodem, na wstędze, widniała sentencja: Sic his qui diligunt. Z prawej strony znajdował się Polski Orzeł, a z lewej herb Poznania.